# Falcon 9 booster B1049
Il booster Falcon 9 B1049 è un booster del primo stadio riutilizzabile del Falcon 9 Block 5 prodotto da SpaceX.

## Cronologia dei lanci

### Primo volo
Il B1049 è entrato in servizio il 10 settembre 2018, aiutando il satellite Telstar 18V ad effettuare il trasferimento in orbita geostazionaria. Il velivolo è atterrato a bordo della autonomous spaceport drone ship "Of Course I Still Love You" circa otto minuti e mezzo dopo il lancio. Nonostante il profilo della missione ad alta energia, il B1049 è tornato in porto in buone condizioni. In seguito, il CEO di Iridium, Matt Desch, annunciò che B1049 sarebbe volato nella missione finale del contratto Iridium-NEXT.

### Secondo volo
L'11 gennaio 2019, il B1049 ha lanciato una seconda volta i 10 satelliti finali Iridium-NEXT, completando il più grande contratto di lancio di satelliti commerciali fino ad oggi. Dopo il lancio, il booster è atterrato sulla nave drone Just Read the Instructions.

### Terzo volo
Il B1049 è stato selezionato da SpaceX per lanciare la prima serie operativa di satelliti Internet Starlink. B1049 è stato lanciato una terza volta nel maggio 2019 con 60 satelliti Starlink, segnando il carico utile più pesante lanciato finora da SpaceX. Il booster è atterrato con successo sulla OCISLY dopo il decollo.

## Missioni passate
| Numero di volo | Data di lancio (UTC) | Missione # | Carico utile       | Sito di lancio | Sito di atterraggio        | Foto | Note                                                 |
| -------------- | -------------------- | ---------- | ------------------ | -------------- | -------------------------- | ---- | ---------------------------------------------------- |
| 1              | 10 settembre 2018    | 61         | Telstar 18 Vantage | CCAFS SLC-40   | Of Course I Still Love You |      | Volo inaugurale del B1049                            |
| 2              | 11 gennaio 2019      | 67         | Irium-NEXT 8       | VAFB SLC-4E    | Just Read the Instructions |      | Volo finale del contratto Iridium-NEXT               |
| 3              | 24 maggio 2019       | 71         | Starlink (x60)     | CCAFS SLC-40   | Of Course I Still Love You |      | Il carico utile più pesante volato da SpaceX ad oggi |
| 4              | 7 gennaio 2020       | 78         | Starlink (x60)     | CCAFS SLC-40   | Of Course I Still Love You |      | Terzo volo dedicato a Starlink                       |

## Prossimi voli
Attualmente, non è noto che nessuna missione sia stata assegnata al B1049, anche se, come Falcon 9 Block 5, si dice che sia in grado di effettuare fino a 10 voli con una revisione limitata.